# Avinguda de Gaudí
L'avinguda de Gaudí és una via urbana de Barcelona, que discorre entre el Temple Expiatori de la Sagrada Família i l'Hospital de la Santa Creu i Sant Pau, dos dels principals monuments modernistes de la ciutat.

## Història

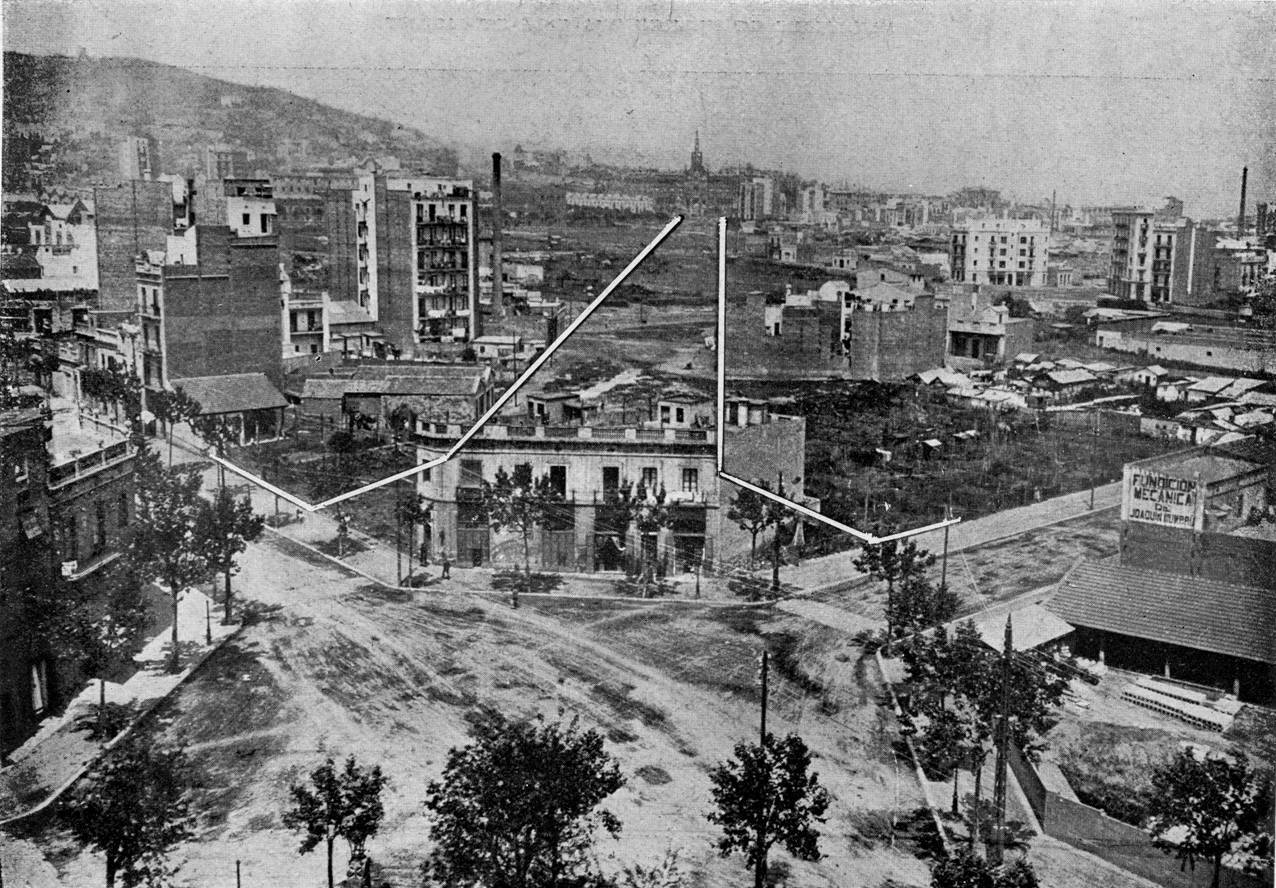
Imatge presa des de la Sagrada Família el 1927, abans de l'obertura de l'avinguda. Al fons, l'Hospital de la Santa Creu i Sant Pau

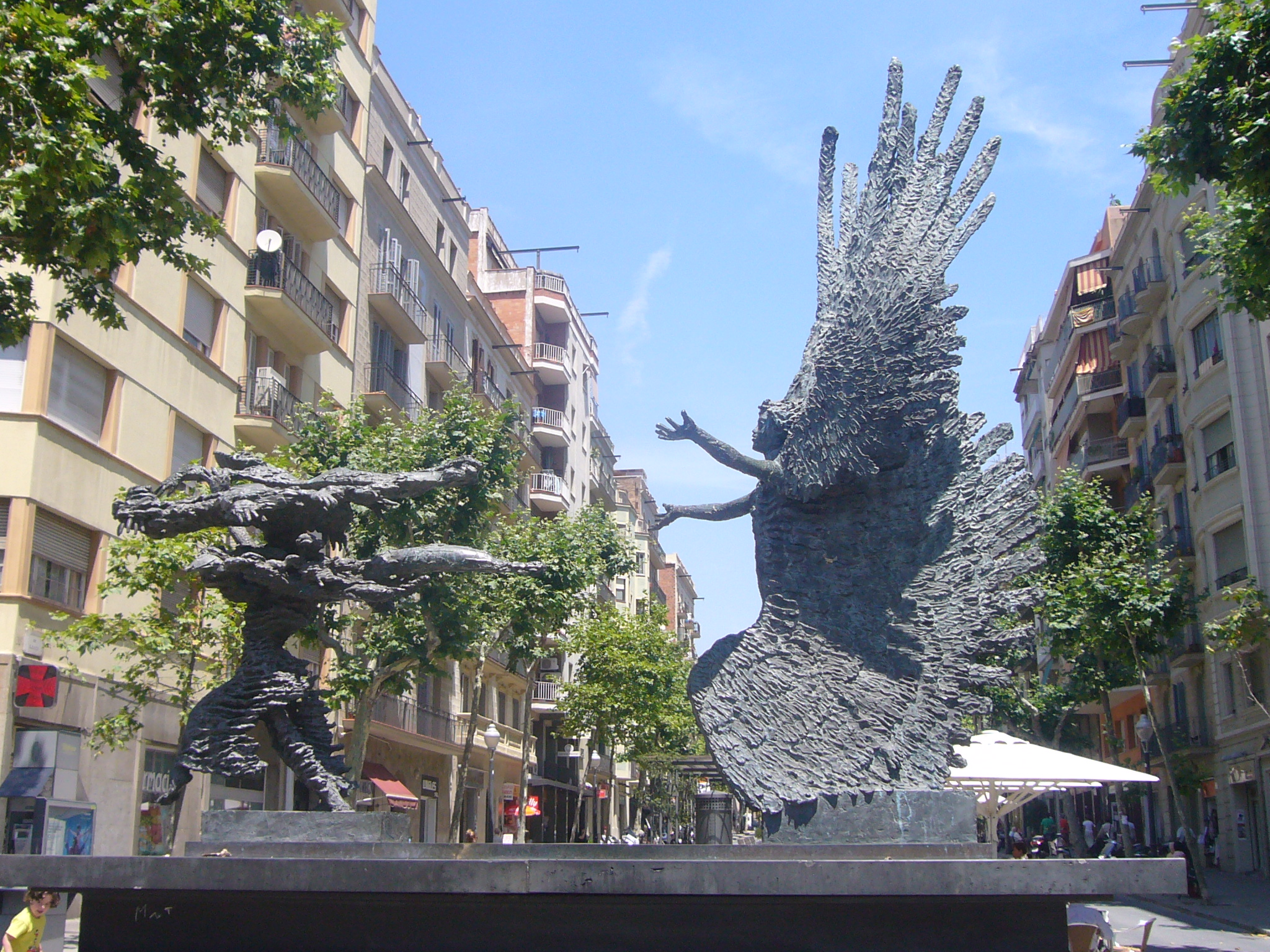
El Bon Temps perseguint la Tempesta, escultura d'Apel·les Fenosa

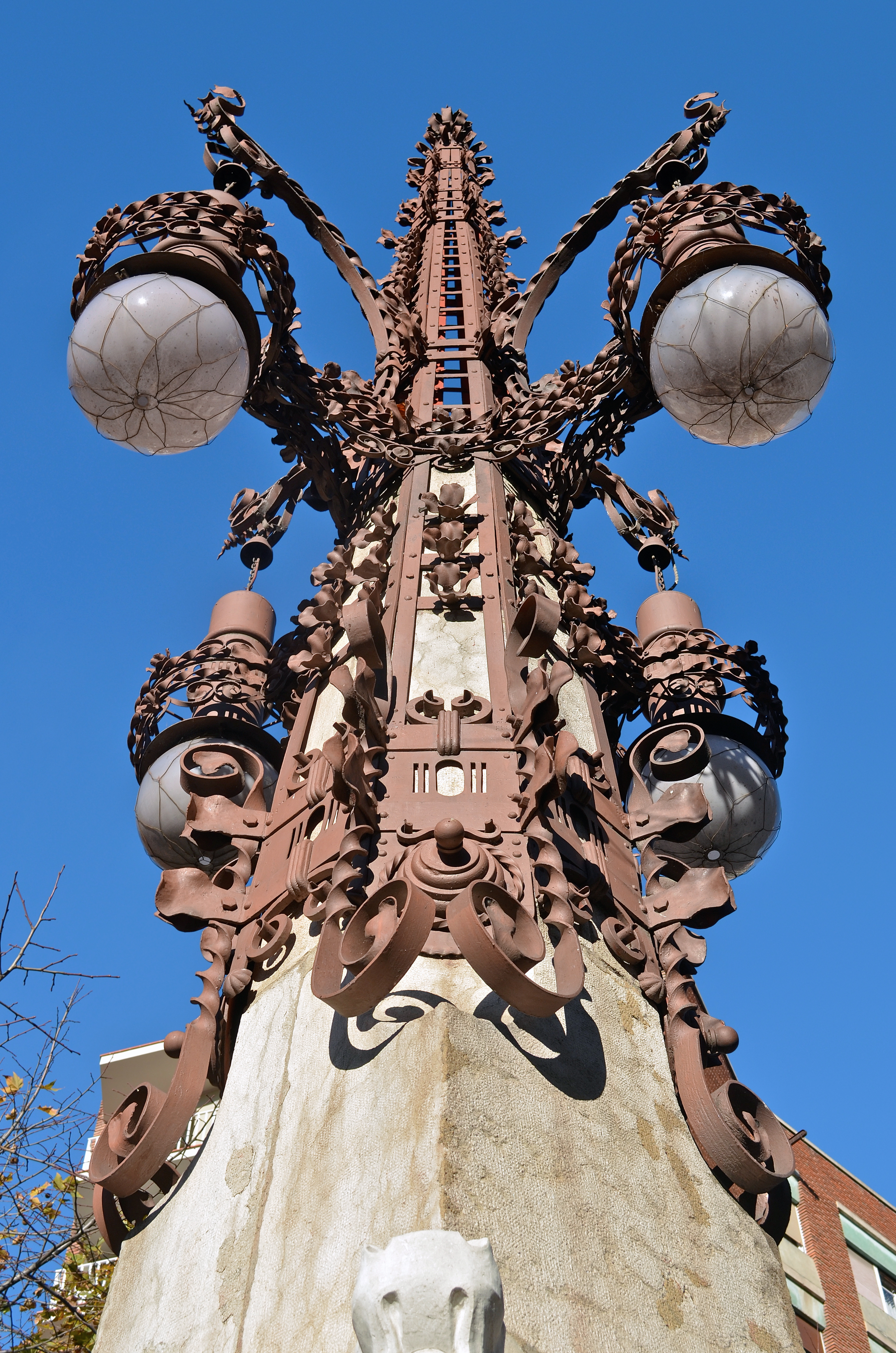
Un dels fanals modernistes de Pere Falqués

Fou concebuda originalment pel francès Léon Jaussely en el seu Pla d'Enllaços, aprovat per l'Ajuntament de Barcelona el 1907. A més d'oferir una perfecta visualització frontal de l'Hospital de la Santa Creu i Sant Pau, aleshores en construcció, s'aproximava en gran manera a una de les visuals proposades per Antoni Gaudí per a la Sagrada Família.
El 1917 es va aprovar el Pla d'Enllaços de Romeu-Porcel que, malgrat desestimar la majoria de les propostes de Jaussely per als entorns del temple, mantenia la creació de l'avinguda. Encara que originalment es va pensar a batejar-la com a Diagonal de San Pablo, quan va ser oberta el 1927, coincidint amb les reformes urbanístiques prèvies a l'Exposició Internacional de 1929, ho va fer amb el nom del General Primo de Rivera, en honor del cap de govern espanyol. El 1931, amb l'arribada de la Segona República, va ser rebatejada com a avinguda de Gaudí. El 1939, després de la Guerra Civil, la dictadura franquista va recuperar el nom de Primo de Rivera; no obstant això, el nom de Gaudí ja havia calat popularment, per la qual cosa, el 1962 va adoptar finalment aquesta denominació de forma oficial.
Convertida amb el pas dels anys en una important via circulatòria, a mitjan dècada de 1980, l'Ajuntament de Barcelona va plantejar una reurbanització de l'avinguda per reconvertir-la, essencialment, en un passeig per als vianants. El projecte va ser encarregat a l'arquitecte Màrius Quintana, qui en dissenyà el seu aspecte actual, amb una rambla central. El 22 de setembre de 1985, coincidint amb les Festes de la Mercè, l'alcalde Pasqual Maragall, va inaugurar la remodelada avinguda.

## Descripció
L'avinguda de Gaudí és una de les escasses vies que trenquen la quadrícula del Pla Cerdà. Discorre en diagonal des de la confluència entre els carrers de Marina i de Provença fins a la dels de Cartagena i de Sant Antoni Maria Claret, trecant quatre illes per la meitat i quedant dividida, per tant, en sengles seccions. En el seu extrem inicial permet contemplar la façana del Naixement i l'absis de la Sagrada Família, mentre que el seu extrem final dona a la façana principal de l'Hospital de la Santa Creu i Sant Pau.
Des de la seva remodelació el 1985, és un carrer de vianants. Compta amb una vorera central de 9 m d'ample, delimitada en tots dos costats per un carril de circulació lenta, i voreres laterals de cinc metres. Pensat com un espai de passeig, hi destaquen els bancs, l'arbrat -essencialment els til·lers i els plàtans- i les terrasses de bars i restaurants.

### Elements arquitectònics destacats
En la remodelació de 1985, s'hi van afegir alguns elements arquitectònics destacats. El primer tram es troba parcialment cobert per una marquesina amb bigues d'iroko, fusta procedent del Camerun i Angola. En el quart tram, just a l'extrem enfront de l'Hospital de Sant Pau, hi ha una font, realitzada en pedra sorrenca i acer inoxidable, obra de Màrius Quintana. En l'altre extrem d'aquest mateix tram, hi ha l'escultura El bon temps perseguint la tempesta, obra d'Apel·les Fenosa.
En cada extrem dels tres primers trams de l'avinguda, s'hi ubiquen sis fanals modernistes, dissenyats per Pere Falqués el 1909, amb una base de pedra esculpida per Alfons Juyol i la part superior de ferro forjat per Manuel Ballarín. Eren situats originalment a la plaça del Cinc d'Oros, d'on van ser retirats el 1957 perquè es considerava que obstruïen el trànsit.